# Московская госпитальная школа
Моско́вская го́спитальная шко́ла — первая медицинская школа в России, основанная при московском госпитале в Лефортовской слободе (будущий Главный военный госпиталь имени Бурденко) по указу Петра I в 1707 году. Первым директором заведения стал голландский лейб-медик Николай Бидлоо, первым попечителем — начальник Монастырского приказа Иван Мусин-Пушкин.
Основной задачей школы была подготовка медицинского персонала в России, потому что большая часть врачей до организации госпитальной школы были иностранцами. Всего за время существования госпитальных школ в России общее число квалифицированных медиков выросло в десять раз. Если в начале XVIII века в стране насчитывалось около 150 врачей, бо́льшую часть которых составляли иностранцы, то к XIX веку их количество увеличилось до 1518 человек.
В 1786 году школа была отделена от госпиталя и преобразована в Медико-хирургическое училище. К 1798 году его реорганизовали в Медико-хирургическую академию.

## История

### Организация
Московский госпиталь начал свою работу в Лефортовской слободе 21 ноября 1707 года, через полтора года после издания соответствующего указа Петра I. Царь также приказал «набрать из иноземцев и из русских изо всяких чинов людей для аптекарской науки 50 человек». Отбором школьников занимались главный доктор Московского госпиталя Николай Бидлоо и попечитель школы при медицинском учреждении Алексей Иванович Мусин-Пушкин, который одновременно возглавлял Монастырский приказ. Преподавать в новое учебное заведение пригласили зарубежных специалистов, плохо говоривших по-русски и обучавших только на латыни, поэтому одним из главных условий для школьников являлось знание языков. В первые годы основную часть учеников составляли дети ремесленников, приехавших из Европы ради высокого заработка.
Школа при Московском госпитале стала первым образовательным заведением в Российской империи для лекарей и подлекарей. Она расположилась в главном каменном корпусе лечебницы, где на втором этаже обустроили для студентов 32 покоя. Школьники из семей эмигрантов обычно жили в Немецкой слободе, так, по подворной описи 1718 года в ней числился один двор «гошпитальных учеников». Кроме основного корпуса, на территории московской больницы обустроили домовую церковь Воскресения Христова и несколько десятков деревянных построек, где размещались помещения для больных, анатомический театр, палата алхимика, аптека, ученическая, столовая, сени и чуланы. С 1710 года при школе действовал ботанический сад и аптекарский огород.
Набрать полный штат учеников Бидлоо удалось только к 1712 году, но число воспитанников регулярно менялось. Причинами этого в письмах к царю доктор называл их смерть, побеги, переводы в другие заведения, отчисления с переводом в солдаты. По совету духовенства, через несколько лет после учреждения школы доктор начал набирать студентов из московских славяно-греко-латинских училищ в Китай-городе и за Иконным рядом. Бидлоо старался подбирать наиболее успешных послушников, которые были заинтересованы в содержании и ежегодном жаловании. Так, в списке учеников госпитальной школы от 1715-го значилось 23 русских ученика из греко-латинских школ, к следующему году их число увеличилось до 31, к 1736 году — до 40. Кроме штатных воспитанников, при школе традиционно находилось до десяти волантёров.
Чтобы предотвратить миграцию воспитанников, в 1719 году Штатс-контор-коллегия запретила принимать на обучение в лекари воспитанников славяно-греко-латинских училищ без особого указания. В результате число студентов Московской госпитальной школы сократилось до 30. Но уже в начале 1720-х московские славяно-латинские школы перевели в ведомство Синода, с коллегией которого Бидлоо был в хороших отношениях и к которой регулярно направлял прошения о переводе воспитанников. Хотя в своих письмах Синод формально отказывал директору госпитальной школы, именные списки подтверждают, что на деле все запросы выполнялись. Только в 1723 году 11 учеников были выписаны из Чудовской славяно-латинской школы. К середине века студенты стали поступать не только из училищ Москвы. В 1752 году Бидлоо зачислил молодых людей из Тверской и Владимирской семинарий, в 1754-м — из семинарии Троице-Сергиевой лавры. Позднее архиятр Павел Кондоиди запросил Московскую славяно-греко-латинскую академию, а также Киевского, Черниговского, Казанского, Псковского, Тверского, Белгородского и других архиереев отпускать желающих семинаристов в Москву. Все новоприбывшие перед зачислением подвергались экзамену латыни. Основную массу учеников составляли дети разночинцев: мелкого духовенства, лекарей, казаков, солдат и низших слоёв общества.

### Школа при Бидлоо
Попечитель Московской госпитальной школы Иван Мусин-Пушкин имел смутные представления об устройстве медицинских организаций, полученные во время заграничных командировок, поэтому он передал Бидлоо ответственность за руководство госпиталем и школой при нём. Доктор отличался талантом к преподаванию и пользовался уважением разных слоёв общества. Бидлоо составил программу в соответствии с медико-хирургическим принципом. Он объединил теорию и практические медицинские дисциплины, которые преподавали в московской школе даже в бо́льшем объёме, чем на медицинских факультетах зарубежных университетов.
Московская госпитальная школа находилась в ведении Монастырского приказа, который финансировал организацию. Чтобы обеспечить растущие потребности школы и госпиталя, их руководству передали земли в Симбирской губернии, Костромском и Вологодском уездах. Кроме того, по инициативе Николая Бидлоо, рядом с лечебно-образовательным корпусом был возведён Госпитальный мост, соединивший Лефортовскую слободу с Немецкой. Он находился в собственности Московского госпиталя, собиравшего пошлину за проезд по мосту.
Учителя школы были одновременно заняты в госпитале и занимались административными вопросами, поэтому они часто переносили и отменяли занятия. Тем не менее они стремились удостовериться в профессиональной состоятельности выпускников перед выпуском. И в результате курсы растягивались, образование замедлялось, что стало одним из нареканий к работе Московской госпитальной школы в первые десятилетия её существования. Пётр I распорядился выплачивать Бидлоо по 100 рублей за каждого подготовленного лекаря и по 50 — за подлекаря, чтобы ускорить выпуск студентов. Но доктор отказался отдавать на службу неподготовленные, по его мнению, кадры. Так, первый выпуск состоялся только в 1713 году (по другим данным, в — 1712-м), а в дальнейшем срок обучения мог достигать 10 лет. По разным данным, всего при жизни Бидлоо школу окончило 102—134 лекаря.
В апреле 1721 года (в других источниках — в феврале 1722 года) в здании госпиталя произошёл первый пожар, в результате которого были утеряны накопленные учебные материалы. Бидлоо неоднократно пользовался своими связями с Синодом для снабжения школы необходимым и скорейшего восстановления здания. После прошения доктора уже в апреле 1722 года здание госпиталя было восстановлено частично в камне. Первый этаж строения заняли палаты больных, второй — занимал анатомический театр и восьмигранная в плане церковь «Обновление храма Воскресения Христова» с высоким куполом, украшенным статуей «Милосердия». Кроме того, было построено 28 помещений для учеников и 16 корпусов для обслуживающего персонала, учебная аудитория, аптека и аптечная лаборатория.
В первые годы Московская госпитальная школа относилась к ведению не аптекарского, а монастырского приказа. И вопреки попыткам президента Академии наук Лаврентия Блюментроста подчинить школу Медицинской коллегии, образовательное учреждение сохраняло относительную независимость в течение первых тридцати лет. В 1733—1735 годах в России было открыто ещё два учебных заведения при госпиталях Санкт-Петербурга, одно — в Кронштадте. Программа школ отличалась между собой, а их руководители не подчинялись единому органу. Исправить ситуацию удалось только в 1735—1736 годах указом императрицы Анны Иоанновны, подчинившим все заведения Медицинской канцелярии и архиятру.
Главным помощником Бидлоо был лекарь Андрей Репкен (Рыбкин). Незадолго до первого крупного пожара в здании госпиталя в 1722 году его сменил Матвей Кланке. Также в первые годы существования образовательного заведения в штате числились второй помощник Иоганн Пагенкампф, преподававший также анатомию и хирургию, лекарь Лоренц Похерт, аптекарь Христиан Эйхлер и сменивший его в 1731 году Иван Маак, учитель анатомии Трауготт Гербер, подлекари Яков Лабандон и Иван Герменец и другие.

### Смена руководства и преобразование
В 1737 году Московский госпиталь пострадал ещё от одного пожара, но через два года был восстановлен. На тот момент им и школой заведовал Антон де Тейльс, сменивший скончавшегося в 1735 году Николая Бидлоо. Новый директор был давним противником российского медицинского образования и считал, что россияне не способны к наукам. Он отличался жестокостью к ученикам, часто конфликтовал с Синодом, Медицинской коллегией и персоналом госпиталя. Уже в ноябре 1738 года его пост занял Лаврентий Блюментрост. При нём к 1755-му Московский госпиталь передали в военное ведомство, переименовав в «Московский генеральный сухопутный госпиталь». В том же году Блюментрост скончался, а на его место определили грека Анастасия Ника. Новый доктор руководил перестройкой Московского госпиталя в 1756-м. Но он не пользовался одобрением управляющего Медицинской канцелярией доктора Ивана Лерхе и через шесть лет попросил о переводе. В 1761 году во главе Московского госпиталя и школы поставили бывшего начальника Васильковского карантина Владимира Ломань. Он неоднократно пытался перестроить здание больницы или переместить его, но трудно реализуемые проекты не были осуществлены. Постоянные конфликты с инспектором госпиталя Андреем Фаминцыным привели к увольнению в 1764-м. В том же году на его пост был определён младший доктор Санкт-Петербургского генерального адмиралтейского госпиталя Кондратий Даль. Во время Турецкой войны он присоединился к армии под командованием генерала Петра Панина, а место руководителя занял Афанасий Шафонский. Он планировал устроить в Московском госпитале травмпункт для дополнительной практики студентов, но не успел — сменивший его Аким Раушерт не поддержал эту идею. Раушерт скончался в конце XVIII века, когда Московская госпитальная школа была преобразована в Медико-хирургическую академию.

### Репутация студентов
Несмотря на успехи русских воспитанников и поддержку царя, просветительская работа Бидлоо встретила сопротивление в обществе. Опасавшиеся конкуренции иностранные лекари заявляли, что профессия доктора слишком сложна для преподавания российским студентам. Они принижали заслуги выпускников, относясь к ним как к слугам и мешая карьерному росту. Например, первых выпускников Степана Блаженева, Егора Щукина, Ивана Беляева сам Бидлоо в письмах к царю описывал как «лутчих из сих студентов Вашего Царского Величества освящённой особе, или лутчшим господам рекомендовать не стыжуся». Но комиссия из иностранных врачей в Санкт-Петербурге подвергла двоих юношей дополнительному экзамену перед назначением на службу. Фактически выпускники провалили испытание, но благодаря ходатайству Бидлоо к адмиралу Фёдору Апраксину их приняли на службу в Балтийский флот. Влиятельный доктор при Главной московской аптеке Иван де Тейльс при помощи иностранных подлекарей, недовольных своим статусом и опасавшихся конкуренции от выпускников школы, распространял мнение о бесполезности организации. Благодаря протекции императора клевету и притеснения удалось прекратить.
Хотя руководство школы состояло в доброжелательных отношениях с Синодом, высшее духовенство поначалу тоже с недоверием относилось к московской медицинской практике. Так, в 1724 году новгородский архиепископ Феодосий просил позволения отправить племянника, окончившего госпитальную школу, во Францию за свой счёт «для лучшей в той хирургической науке практики». В последующие годы по распоряжению Медицинской коллегии и Сената, учеников школы и молодых лекарей периодически отправляли за границу для повышения квалификации. Практика сохранялась вплоть до Французской революции. Хотя уже к 1764-м коллегия признала одинаковый статус русского и немецкого языка для обучения медицине, что свидетельствовало об изменении отношения к российских профессионалам. В соответствующем распоряжении подчеркивалась «ненадобность в России иностранных докторов», так как их обязанности успешно выполняли российские коллеги.

## Учебный план

### Программа Бидлоо
До 1733 года школа при Московском госпитале оставалась единственным в стране образовательным заведением для лекарей и подлекарей. Её учебный план во многом определил принципы российского медицинского образования, так как служил образцом для госпитальных школ, учреждённых позднее.
Первоначальная программа Московской госпитальной школы не сохранилась. Но известно, что воспитанники изучали анатомию, хирургию, фармакопею, патологию, миологию, остеологию, «materia medica», преподававшуюся в госпитальной аптеке, латынь, курс по «накладыванию бандажей» и курс о внутренних болезнях, называемый «медициной». Они также исполняли обязанности фельдшеров в госпитале. Распространены были совместные обходы больных, в которых к доктору присоединялись два лекаря, подмастерья и ученики. Клиническая практика ограничивалась пациентами госпиталя, обычно поступающими со сходными заболеваниями, студентов обязывали записывать все назначенные рецепты, присутствовать при операциях и проводить самостоятельно перевязки. Так как рецепты врачей традиционно не подвергались сомнению, школьники заучивали их наизусть. В работе с военными и простолюдинами применялись в основном простые рецепты на основе сложных спиртов.
Учеников разделялина три класса по возрасту, продолжительности обучения и успехам. В зависимости от ранга они получали разное сукно на одежду и жалованье — 1-2 рубля в месяц. Решение о переводе воспитанников из одного класса в другой учителя принимали по итогам экзаменов, проходивших каждую треть года. Ежегодно проводился открытый итоговый экзамен, по результатам которого выпускники получали новые общегосударственные дипломы.
Особое внимание Бидлоо уделял хирургии и анатомии, так как школа готовила лекарей для армии и флота. Установленный им в Московской госпитальной школе анатомический подход, сочетающий теоретическое и практическое обучение, лёг в основу русской хирургической школы XVIII столетия. Ещё до приезда в Россию доктор издал учебник по анатомии, и, предположительно, студенты изучали строение человека по собственным материалам Бидлоо. Вероятно, воспитанников изредка знакомили с ценными атласами и рисунками, привезёнными директором из-за границы. Тем не менее, к моменту открытия школы классы не были укомплектованы учебниками и оборудованием в достаточном количестве. Недостаток учебных материалов компенсировала система преподавания: ученики записывали под диктовку и заучивали тексты наизусть. Отсутствие пособий и невнимательность школьников при переписывании становились причинами распространения ошибок. Часто студентам не хватало бумаги, и они перепродавали готовые конспекты. Такой порядок сохранялся первые десятилетия существования школы, проблема недостатка учебников была решена только стараниями лейб-медика императрицы Иоганна Фишера и директора Медицинской канцелярии Павла Кондоиди.
Для практических занятий по хирургии в школу доставляли трупы «подлых людей», найденные на улицах города, для курса по судебной медицине из полиции привозили тела умерших не своей смертью. Препарировать их имел право только лекарь, который одновременно исполнял обязанности ординатора, хирурга, главного помощника доктора и распорядителя больницы. В аптекарском огороде под присмотром госпитального аптекаря Христиана Эйхлера школьники изучали лекарственные растения. В летние месяцы классы с преподавателем выезжали за город для сбора и изучения трав. Студенты проходили месячные стажировки в Главной аптеке города.
Бидлоо стремился привить ученикам элементы европейской культуры. Его стараниями к первой четверти XVIII века лечебно-образовательный комплекс в Лефортовской слободе стал одним из центров культурной жизни Москвы с собственным театром. Школьники и преподаватели ставили спектакли на историческую тематику, известно, что их посещал Пётр I с придворными. Отдельной популярностью пользовались открытые занятия в анатомическом театре, описанные в немецком журнале «Европейская молва» следующим образом:

В Москве построен анатомический театр, который вверен надзору доктора Бидлоо, голландца и царского медика; он часто анатомирует тела как умерших обыкновенной смертью, так и скончавшихся от ран, причем часто присутствует сам царь с вельможами особенно, когда медики советуются о свойствах тела и причинах различных болезней.
При анатомическом театре обустроили музей, коллекция которого к 1762 году насчитывала 80 влажных и 45 сухих препаратов. Среди них трупы с отпрепарированными нервами и инъецированными краской сосудами, препараты печени и почек с также подкрашенными сосудами, плод в оболочках и другое. К 1784 году коллекция музея увеличилась до 271 экспоната, не считая 73 анатомических и 169 хирургических инструментов.

### Программа по времена смены руководства
В 1735 году был издан «Генеральный регламент о госпиталях и о должностях определённых при них докторов и прочих медицинского чина служащих», который фактически закрепил действовавший в Московском госпитале порядок. Согласно документу, штат больницы включал одного доктора, одного главного лекаря, пять лекарей, десять подлекарей, одного аптекаря, одного оператора, одного рисовального мастера, одного учителя латыни. В обязанности доктора помимо общего руководства комплексом, обходов и чтения лекций по внутренним болезням, входило проведение врачебных конференций. Главный лекарь преподавал «хирургические и наружные болезни», проводил в присутствии учеников операции и перевязки, следил за поведением учеников. Клиническая подготовка оставалась во ведении лекарей, которые также смотрели, чтобы воспитанники «кроме церкви, в посторонние худые места не ходили и трезвых в целости приводить». Младшие лекари ухаживали за больными и помогали в обучении школьникам. Регламент ввёл в программу школы преподавание рисования и оперативной хирургии на трупах. По инициативе лейб-медика Иоганна Фишера, были изданы первые учебные руководства для учеников госпитальных школ — анатомический и ботанический атласы.
С 1745 года студенты сдавали два вида экзаменов: еженедельные и ежемесячные приватные, а каждую треть года — отчётные публичные. Выпускной экзамен также был открытым для посетителей, в присутствии которых кандидаты отвечали на теоретические вопросы по анатомии, физиологии, хирургии и внутренним болезням, а затем проводили 3-4 операции на трупах. Отдельные исследователи отмечают, что после смерти Бидлоо выпускные экзамены постепенно стали формальностью, а уровень образования выпускников снизился.
К 1753 году при госпитальных школах были устроены первые аналоги клинических палат (некоторые исследователи относят их возникновение только к 1795-му). Руководство лечебницы направляло в отдельную шестиместную палату в образовательных целях больных с наиболее интересными недугами, где за ними ухаживали ученики.
В 1754 году директор Медицинской канцелярии Павел Кондоиди ввёл новый единый для всех госпитальных школ семилетний план обучения. Ученики первых двух курсов изучали анатомию, фармацию и рисование, позднее они также приступали к урокам физиологии и латыни.
К 1760 году позицию младшего доктора занимал Константин Щепин. Он преподавал в школе анатомию, физиологию и хирургию, в свободное время вёл фармакологию, ботанику, патологию и читал клинические лекции. При нём в программу обучения дополнительно ввели акушерство, изучение женских и детских болезней, он знакомил учеников с пользой минеральных вод, выписываемых в бутылках из-за границы. Руке Щепина принадлежит описание распространённых в школе телесных наказаний: «Ученики московскаго госпиталя наказываются за шалости иной стуломъ съ цѣепью, другой лозами, а иной палками, одинаково съ прочими подлаго состоянiя людьми». Пришедший ему на смену к 1765 году младший доктор Пётр Погорецкий указывал на недостатки системы образования: нехватку учебников и обилие немецких учеников, не знавших латыни. Чтобы студенты лучше понимали материал, он распорядился преподавать медицинскую практику и фармакологию на немецком языке.
В 1783 году в программу госпитальной школы ввели преподавание «химико-фармацевтическихъ опытовъ съ толкованиями происходящихъ при томъ процессовъ», а также физику и математику, которые читал профессор Иоганн Пфеллер. Остальные профильные предметы были разделены между лекарями госпиталя — их к 1786-м числилось только двое. Недостаток учительского состава был ликвидирован специальным распоряжением Медицинской канцелярии того же года: в Москву приехали преподаватель ботаники, фармакологии и химии Фридрих Стефан, профессор анатомии и физиологии Яков Риндер и другие.

## Медико-хирургическое училище

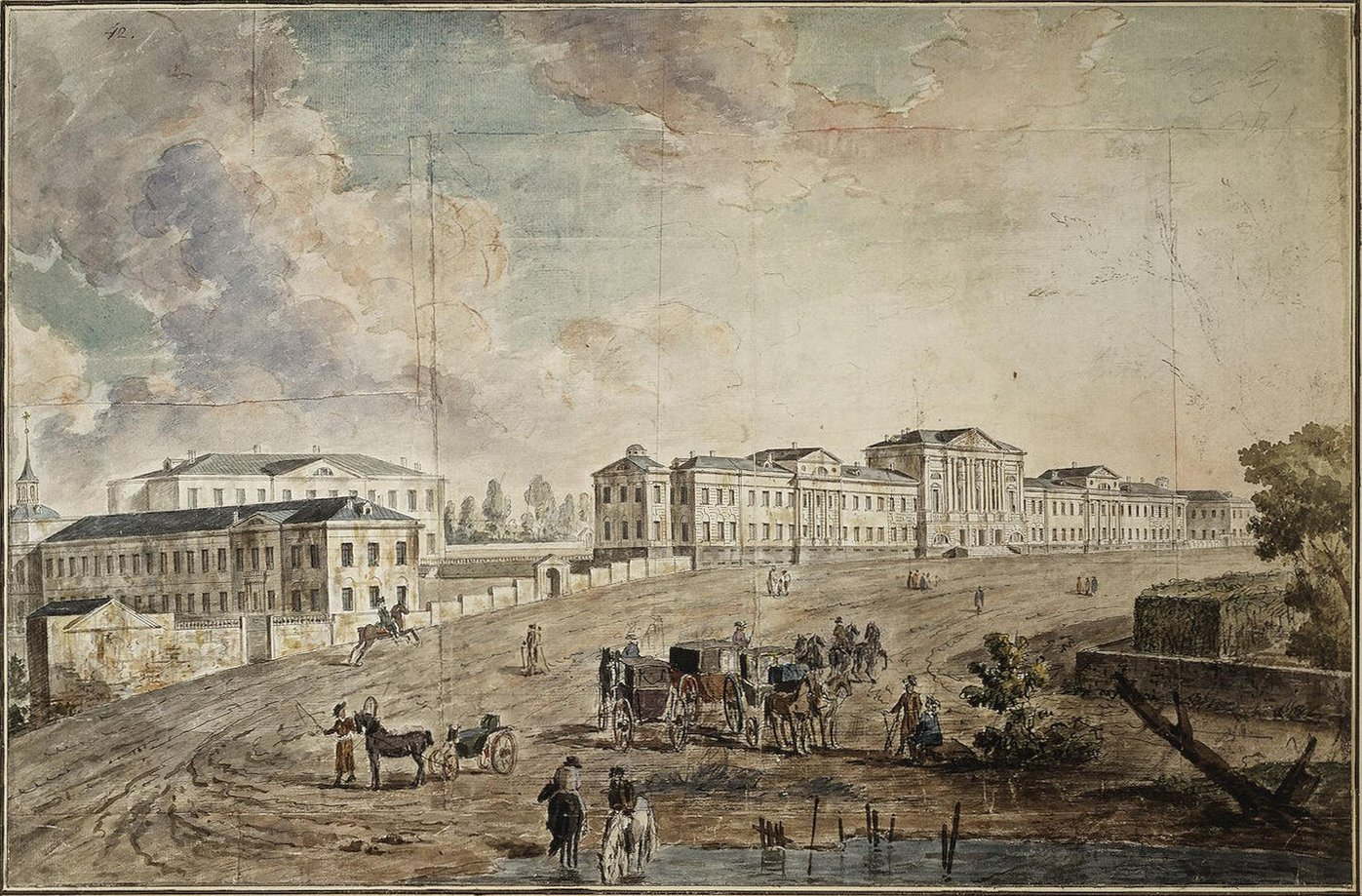
Военный госпиталь в Лефортово, начало XIX века

В 1780-х годах в стране возник недостаток квалифицированного медицинского персонала из-за военной политики Екатерины II и указа о назначении врачей в наместничества. Чтобы исправить положение, Медицинская коллегия подготовила проект о преобразовании четырёх госпитальных школ в три училища, его приняли в 1786 году. Одновременно изменилась система преподавания: классы в новых учебных заведениях разделили на четыре несмежные кафедры: «Анатомии, физиологии и хирургии», «Патологии, терапии и медицинской практики», «Ботаники, Materia medica и химии» и «Акушерства, женских и детских болезней». Помимо основных курсов, действовали факультативные по рисованию и латыни, с 1793-го добавлялась математика и физика. Руководители Московской госпитальной школы получили право возводить лекарей в докторскую степень, а образовательная организация была отделена от госпиталя. Впоследствии, госпитальные школы, создаваемые в России, были ориентированы не на подготовку медицинского персонала, а на предоставление образования больным в стационарах.
В 1795 году Медицинская коллегия издала «Предварительное постановление о должностях учащих и учащихся», которое закрепило новый порядок обучения. Студенты первых курсов изучали математику, физику, химию, ботанику, анатомию и физиологию. Со второго курса добавлялись фармакология, патология и терапия, к двум последним годам обучения — хирургия, акушерство и клиническая практика. Преподавание латыни исключили, а рисование стало факультативным предметом. В медицинских училищах ввели должности адъютантов, которые заменяли заболевших учителей, вели практические занятия и готовились к преподавательской деятельности.
В 1798 году Московское медико-хирургическое училище было реорганизовано в Медико-хирургическую академию. К этому периоду, по данным сохранившихся архивных документов, Московская госпитальная школа выпустила более 800 врачей. К ним относились И. И. Виен, А. Ф. Масловский, Н. Г. Ножевщиков, П. С. Симонтовский, М. М. Шидловский, Я. В. Стефанович-Донцов и другие специалисты. Всего за время существования госпитальных школ в России общее число квалифицированных медиков выросло в десять раз. Если в начале XVIII века в стране насчитывалось около 150 врачей, бо́льшую часть которых составляли иностранцы, то к XIX веку их количество увеличилось до 1518 человек. Таким образом, школа в Москве сыграла значительную роль в развитии отечественной медицины.